# Забуті (фільм, 2019)
«Забуті» (рос. Забытые, англ. The Forgotten, нім. Die Vergessenen) робоча назва «Ніна» (нім. Nina) — українсько-швейцарська копродукційна драма режисерки Дар'ї Онищенко 2019 року. Фільм розповідає історію тридцятирічної вчительки української мови Ніни що живе в окупованому у ході Російсько-української війни (з 2014 року) Луганську й яка через заборону української мови російською окупаційною владою змушена проходити курси перекваліфікації з вчительки української мови на вчительку російської мови, та водночас боротися з внутрішніми переживаннями та почуттями через раптовий спалах кохання між нею та місцевим сімнадцятирічним хлопцем.
Світова прем'єра стрічки відбулась 12 жовтня 2019 року на 35-му Варшавському кінофестивалі в межах конкурсної програми «1-2» («Конкурс перших та других повнометражних робіт молодих режисерів»), де фільм отримав Спеціальну згадку журі. В Україні стрічку було представлено 22 серпня 2020 року в межах позаконкурсної програми 49-го Київського міжнародного кінофестивалю «Молодість». В український обмежений прокат стрічка вийшла 3 вересня 2020 року, дистриб'ютор — Arthouse traffic.

## Синопсис
Тридцятирічна Ніна, вчительки української мови, живе в окупованому у ході Російсько-української війни (з 2014 року) Луганську й через заборону української мови російською окупаційною владою змушена проходити курси перекваліфікації з вчительки української мови на вчительку російської мови. Через роботу чоловіка, Ніна не може виїхати з окупованого Луганська.
Сімнадцятирічний Андрій, який внаслідок війни залишився сиротою, намагається зв'язатися з «зовнішнім світом» і нагадати світові, що він існує. Їхні дороги перетинаються, коли першого вересня Андрій потрапляє до міліції через український прапор на шкільному даху. Ризикуючи власним життям Ніна рятує хлопця. Між ними народжується дивна дружба, що часом нагадує кохання.
Коли чоловік Ніни, дрібний контрабандист Юрій, змушений терміново залишити окуповану Росією територію так званої «ЛНР» і переїхати до материкової України, Ніна вже не знає, чи хоче виїхати з російської окупації разом з чоловіком. Страх невідомості перед майбутнім та нові сильні почуття до сімнадцятирічного Андрія заплутують Ніну ще більше.

## У ролях
- Ніна — Марина Кошкіна
- Андрій — Данило Каменський
- Юрій- Василь Кухарський
- Марія — Марія Куліковська
- Віра — Анастасія Халпахчі
- Дід Василь — Олексій Горбунов

## Кошторис
Фільм створено у копродукції України та Швейцарії українською кінокомпанією Directory Films та швейцарською кінокомпанією Lehmann Sisters. Фінансування надали Міністерство культури України та Федеральне управління культури Швейцарії.
У 2018 році фільм став одним із переможців пітчінгу Міністерства культури України з надання державної підтримки фільмам патріотичного спрямування. Загальний кошторис фільму заявлений українським бюрократам в анкеті до Мінкульту України склав ₴25.96 млн, з них частка Мінкульту України склала приблизно 80 %, тобто ₴20.77 млн.
У 2018 році фільм став одним із переможців пітчінгу Федеральне управління культури Швейцарії з надання державної підтримки фільмам. Загальний кошторис фільму заявлений швейцарським бюрократам в анкеті до Мінкульту Швейцарії склав 700 тис. швейцарських франків (₴21.0 млн), з них частка Мінкульту Швейцарії склала приблизно 10 % тобто 70 тис. швейцарських франків (₴2.1 млн).

## Реліз
Світова прем'єра стрічки відбулась в жовтні 2019 року на 35 Варшавському кінофестивалі в межах конкурсної програми «1-2» («Конкурс перших та других повнометражних робіт молодих режисерів»), де фільм було відзначено Спеціальною згадкою журі.
Українська прем'єра фільму «Забуті» відбулася в межах позаконкурсній програми на 49-му Київському міжнародному кінофестивалі «Молодість» 22 серпня 2020 року (стрічка була "Фільмом-відкриттям)
. В український обмежений прокат стрічка вийшла 3 вересня 2020 року, дистриб'ютор — Arthouse traffic.

## Нагороди та номінації
- 2019 — Приз Українського Інституту, як «проєкт з найбільшим міжнародним потенціалом» межах «Конкурсу фільмів у виробництві» на ОМКФ-2019[12][13]
- 2019 — Спеціальний Приз Журі в межах конкурсної програми «1-2» («Конкурс перших та других повнометражних робіт молодих режисерів») на 35-му Варшавському кінофестивалі.[3]

## Рецензії кінокритиків
Фільм отримав негативні відгуки від кінокритиків, переважно за слабкий сюжет, слабку мелодраматична лінію та неякісну гру акторів.